# Kadokawa Shoten
Kadokawa Shoten (jap. 角川書店), dawniej Kadokawa Shoten Co., Ltd. (jap. 株式会社角川書店 Kabushiki gaisha Kadokawa Shoten) – japońskie wydawnictwo i marka Kadokawa Corporation, z siedzibą w Tokio (w dzielnicy Chiyoda). 1 października 2013 roku stało się wewnętrznym oddziałem Kadokawa Corporation.

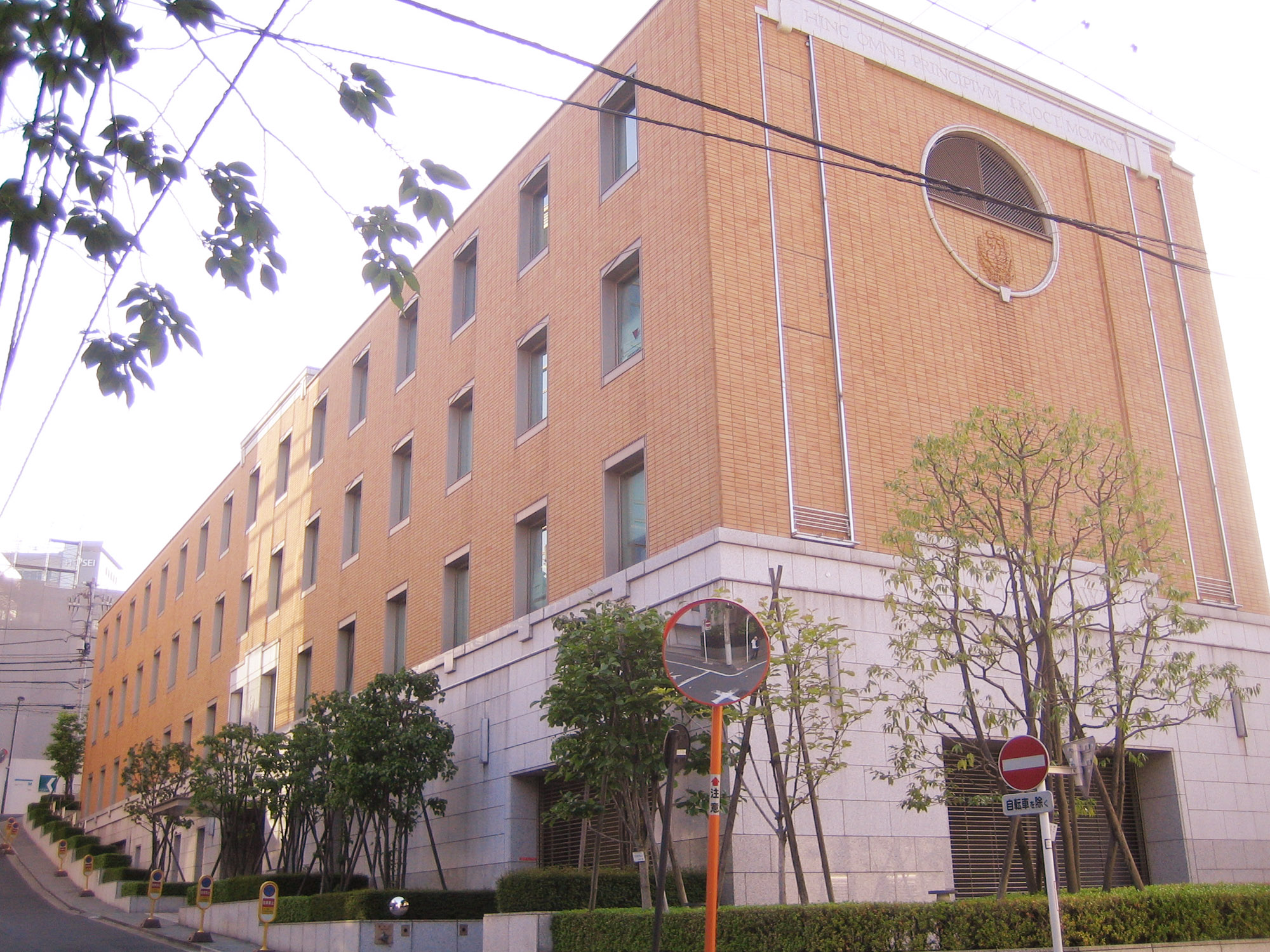
Siedziba Kadokawa Shoten

Kadokawa Shoten wydało wiele mang i magazynów. W ostatnich latach wydawnictwo rozszerzyło swoją działalność o gry komputerowe. Kadokawa Shoten zakupiło studio Daiei Motion Picture Company, dziś znane jako Kadokawa Pictures. 28 kwietnia 2014 roku ogłoszono, że wydawnictwo ma zamiar nabyć 80% akcji studia From Software, co ma nastąpić 21 maja.

## Wydane magazyny
- „Altima Ace” (2011-2012)[3]
- „Comic CHARGE” (2007-2009)[4]
- Gekkan Asuka
- CIEL
- Comp Ace
- Comptiq
- Gundam Ace
- „Kerokero Ace” (2007-2013)[5]
- Monthly Ace Next (zawieszony)
- Newtype
- „Newtype Ace” (2011-2013)[6]
- „Samurai Ace” (2012-obecnie)[7]
- Shōnen Ace
- „The Sneaker” (1993-2011; 2018)[8][9]
- Young Ace

## Wydane mangi
- .hack//Legend of the Twilight
- Angelic Layer
- Baka and Test
- Bio Booster Armor Guyver
- Black Rock Shooter
- Brain Powered
- Cardfight!! Vanguard
- Chrono Crusade
- Cloverfield/Kishin (prequel filmu)
- Cowboy Bebop
  - Cowboy Bebop: Shooting Star
- Code Geass
- Dragon Half
- Girls Bravo
- Escaflowne The movie: Girl In Gaya
- Escaflowne: The Series
- Hakkenden
- Highschool of the Dead
- Junjo Romantica: Pure Romance
- Kannazuki no Miko
- Kerberos Panzer Cop
- Legal Drug
- Lucky Star
- Ludwig II
- Maoyū Maō Yūsha
- Marionette Generation
- Martian Successor Nadesico
- Pamiętnik przyszłości
- Melancholia Haruhi Suzumiyi
- Miyuki-chan in Wonderland
- Multiple Personality Detective Psycho
- Neon Genesis Evangelion
- Nichijou
- Record of Lodoss War
- Rental Magica
- Romeo x Juliet
- Sekaiichi Hatsukoi
- Sgt. Frog
- Shangri-La
- Shibuya Fifteen
- Shirahime-Syo
- Slayers
- Sora no Otoshimono
- Steel Angel Kurumi
- Strider Hiryu
- Suisei no Gargantia
- Takumi-kun series
- Tenchi Muyo!
- The Tale of Taro Yamada
- Tokumei Kakarichō Tadano Hitoshi
  - Shin Tokumei Kakarichō Tadano Hitoshi
- The Vision of Escaflowne
- Trinity Blood
- X/1999
- Watashi no Suki na Hito
- Boku dake ga inai machi

## Gry komputerowe
Wydane:
- Abarenbou Princess
- Buile Baku (w Europie Detonator)
- Double Moon Densetsu
- Sorcerous Stabber Orphen
- Yōkai Buster: Ruka no Daibōken
- Lodoss Tou Senki (Super Famicom) 1995
- Rodea the Sky Soldier
- Sora no Otoshimono Forte: Dreamy Season (Nintendo DS) 2011
- Steins;Gate (PSP) 2011
- Lollipop Chainsaw (PS3, Xbox 360) 2012
- Killer is Dead

Wyprodukowane:
- Lunar: Silver Star Story Complete
- Lunar 2: Eternal Blue Complete
- EbiKore+ Amagami (PSP)
- Earth Seeker
- Sora no Otoshimono Forte: Dreamy Season (Nintendo DS) 2011
- Kantai Collection
- Natural Doctrine